# Compagnie des mines d'uranium de Franceville
La Compagnie des mines d’uranium de Franceville (COMUF) est une compagnie minière française créée par le CEA puis détenue par la COGEMA dans les années 1970-1990, puis par Areva. 
Elle est créée le 21 février 1958 par la France à l’initiative du commissariat à l'Énergie atomique (CEA) auquel se sont associés des groupes industriels, chimiques et bancaires français pour exploiter la « province uranifère » du bassin de Franceville (francevillien), précambrien constitué de « deux cycles successifs gréso-pélitiques, d'une puissance de 1000 à 1500 m », dans le Haut-Ogooué dans l'actuelle République gabonaise, et plus particulièrement le gisement d’uranium de Mounana dont les premiers indices avaient été mis en évidence entre 1953 et 1956 par les prospecteurs du CEA.
Après plus de trente-huit années d'activité (mine aériennes, et souterraines), l'entreprise prépare la fermeture du site à partir de 1997, et ferme officiellement ses portes en 1999 en raison de la chute des prix de l'uranium et de l'épuisement du gisement, laissant derrière elle des friches minières et industrielles radioactives qui feront l'objet d'un « remodelage urbain » et d'un « gommage des impacts environnementaux », peu avant que le Gabon n'intègre dans son droit national et son code minier le principe pollueur-payeur. Des travaux de réhabilitation sont encore en cours en 2010 sous l'égide d'Areva.
Fin 2006, Areva reprend des activités de prospection, et créé en 2008 la filiale Areva Gabon, dont le siège est à Franceville.

## Histoire
Jusqu'en 1953, à la demande de la France qui prépare un important programme nucléaire militaire et civil nécessitant de l'uranium enrichi, le CEA prospecte de nombreuses zones d'Afrique dont cette région du Gabon, à partir de la « base Maba » de Franceville. 
En quelques années, les prospecteurs découvrent plusieurs gisements uranifères : Boyindzi, Oklo, Mikouloungou, Okelobondo et quelques zones uranifères un peu moins riches (Bangombé et Mbérèse). 
En avril 1953, un permis d'exploitation concernant une zone de 100 km2, centré sur la ville minière de Mounana est attribué au CEA qui commence les travaux d'exploration en 1955, trouve des conglomérats radioactifs sur le mont Iboundji et confirme le 21 décembre 1956 l'importance du gisement de Mounana où la COMUF creusera une grande carrière  profonde de 100 m et d'un diamètre d'environ 200 m (1,185 million de tonnes extraites, et la carrière d'Oklo sera encore plus grande avec 1,2 million de m³ de matériaux extraits et une profondeur double de 200 m). 
C'est dans cette région que sera découvert en septembre 1972 le « phénomène d'Oklo », traces fossiles d'une réaction nucléaire souterraine spontanée, étudiées durant plusieurs années avant abandon de la mine et inondation par remontée de la nappe phréatique et les pluies.
Les installations minières sont à l'origine de deux bourgades urbaines dont Mounana, située dans le département de la Lemboumbi-Leyou dont le chef-lieu est Moanda.
Le Gabon devient un État indépendant le 17 août 1960, et élabore peu après sa propre stratégie de développement minier, les ressources du pays étant alors encore exploitées par des entreprises privées étrangères, dont la COMUF qui de plus détenait un monopole sur l'exploitation de l’uranium. L'État gabonais autorise la COMUF à rester au Gabon, mais en devient actionnaire à 25 % du capital.
Fin 1960, le Gabon exige que l'uranium soit en partie raffiné avant d'être exporté ; « 5 milliards d’anciens francs sont alors consacrés à l'édification d’une usine, de logements et de bureaux. Cela dans des conditions extrêmement difficiles en raison de l’absence totale d’infrastructures routières ou ferroviaires ».
En moins d'un an (avril 1961), la production industrielle d'uranate de magnésie démarre puis se développe à partir du minerai provenant de 4 gîtes géologiques :
1. ) la carrière de Mounana (de 1961 à 1967], puis, après agrandissement (de 1972 à 1975) ;
2. ) la mine souterraine (de 1965 à 1971] ;
3. ) le gisement d’Oklo (à partir de 1968) ;
4. ) le gisement de Boyindzi (à partir de la fin 1980).

En 1982, les principaux actionnaires étaient l’État gabonais, la Compagnie de Mokta et la COGEMA. 
Selon le site internet d'Areva, de 1960 à 1999, la COMUF a produit au total plus de 26 000 tonnes d’uranium ; ou 26 660 t selon un communiqué de 2010  ou encore 27 872 tonnes selon une étude de 2004 conjointement réalisée par l'OCDE et de l'AIEA évoque. 0,38% d’uranium ont été extraites du minerai dans l’usine qui a eu une capacité de traitement de 1 500 tonnes par an d’uranium métal. Selon l'AIEA (2000), environ  7,5 millions de tonnes de minerai d'uranium ont été extraites des mines ou vertes et des galeries.
La SEEG (privatisée en 1997 en devenant filiale du groupe français Véolia. Elle a hérité des infrastructures de la COMUF après leur rétrocession à l'État gabonais en 1999.

## L'après-mine

### Séquelles sociales
L'industrie (pétrolière et minière notamment) importée au Gabon a bouleversé les structures socioculturelles et urbanistiques.
Seuls quelques dizaines d'habitants vivaient sur le territoire des principales mines d'uranium au Gabon.  
À Mounana, la COMUF a induit l'apparition d'une ville champignon dès 1961 avec ses premiers logements miniers, suivi de la construction d'autres quartiers alors que d'autres gisements sont exploités (Mikoulongou en 1965, Boyindzi en 1967 et Okelobondo en 1974) alors que les chocs pétroliers dopent le marché de l’uranium notamment pour la France qui a fortement développé sa filière électronucléaire et qui achète 80 % des exportations de la COMUF qui double en quelques années sa production d’uranium (qui passe de 500 t/an pour la période 1960-1974 et grimpe à 1 000 t/an la décennie suivante), la population de la ville-champignon grandit alors au rythme de la production d'uranium, au point d'obtenir un statut de préfecture (en 1977) mais se trouve sans ressources à la fermeture des mines. Ainsi la population de  Mounana chute de 6500 en 1993  à 4 000 hab.  en 2000 (soit -38 %), la ville champignon risquant de devenir ville-fantôme.

### Séquelles minières
Non loin de la grande Forêt tropicale et plutôt en zone de savane, pour limiter les coûts de transport, les unités industrielles ont été construites le plus près possible des mines et à Mounana en surplomb des  rivières Ngamaboungou et Mitembé qui recevront durant plusieurs décennies des eaux d'exhaure radioactives, acides , corrosives et polluées par des métaux lourds et du radon Une partie du réseau d'eau potable aurait pu être également contaminé,,.
Selon un rapport de l'Office parlementaire d'évaluation des choix scientifiques et technologiques (rapport déposé le 19 mars 1996), « il semble que le site de stockage de Mounana ait une histoire spéciale (...) dans les 15 premières années de l'exploitation (1961-1975), les résidus de traitement étaient déversés directement dans le lit de la rivière Ngamaboungou. Cette pratique a dû progressivement être jugée peu acceptable par COMUF, filiale gabonaise de COGEMA. En effet la Ngamaboungou se jette dans la Mitembe, affluent du Lekedi, qui lui-même se déverse dans l'Oboué, fleuve dont la puissance symbolique est forte au Gabon. Des études de réhabilitation ont été engagées en 1984 et les premiers travaux ont débuté en 1985. Le lit de la rivière a été aménagé et enroché sur environ 2 500 m et les "sables stériles" épandus dans le lit de la rivière ont été recouverts par 30 à 50 cm de latérite compactée. Les travaux ont été interrompus provisoirement en juillet 1990, date à laquelle a été construite une digue barrant le lit de la rivière. Près de 500 000 m2 au total ont été recouverts avec 200 000 m3 de matériaux. Les résidus de l'usine de traitement sont aujourd'hui stockés en amont de la digue, à l'abri de laquelle ils peuvent décanter, Seules les eaux de décantation s'échappent de la retenue pour rejoindre le cours normal de la rivière. 1,6 M tonnes de sables au total auraient été stockés dans la Ngamaboungou ».
Les mines souterraines : elles ont été beaucoup plus discrètes dans le paysage, mais ont aussi laissé des séquelles minières (émanation de radon via les puissants ventilateurs utilisés pour aérer les galeries de mines. Des risques d'affaissements miniers ou d'effondrement ou de pollution de la nappe à partir des galeries sont aussi à prendre en compte (27 km de galeries avaient déjà été creusées en 1980, 20 ans avant la fermeture de l'entreprise). 
Une remodelage du relief a été fait, mais des phénomènes d'érosion et de ruissellement sont encore localement visibles sur l'imagerie aérienne ou satellitale et de l'uranium est encore présent à l'air libre.

### Séquelles sanitaires
Certains auteurs et diverses ONG signalent un nombre anormal de pathologies pulmonaires chez les anciens ouvriers, mais aussi d'un nombre anormal de malformations congénitales observées à Mounana et aux environs chez les nourrissons et les jeunes (« macrocéphalie, naissance d‟enfants avec des crânes « transparents », absences de membres, etc.) et des cas de «
tuberculose » assez importants parmi les anciens employés de la COMUF » ainsi que de maladies dermatologiques, ophtalmologiques ou cardiovasculaires).
Des ONG (Aghir In’Man, alerte Sherpa et la CRIIRAD notamment) s'inquiètent des risques de pollution de l'eau et du fait que les populations riveraines non informées des risques par AREVA utilisent des matériaux radioactifs pour construire des bâtiments (hôpitaux, maternité, école). Des rapports dénoncent la négligence coupable du groupe AREVA : manque d’information des travailleurs quant à la dangerosité du minerai exploité, absence de protections adaptées, manque de fiabilité des dispositifs de contrôles radiologiques, dépassement des normes sanitaires conduisant à l’exposition des populations à un risque sanitaire inacceptable selon l'ONG Sherpa.

### Suivi épidémiologique
Le 13 mars 2007 Anne Lauvergeon en déplacement à Niamey, a annoncé qu'AREVA avait entrepris auprès des gouvernements concernés les démarches permettant la création d’un observatoire de la santé autour de ses sites miniers, notamment en Afrique. Areva annoncera  en avril 2009 une procédure de création d'un tel observatoire au Gabon, visant « le suivi de la santé des anciens travailleurs exposés à l’uranium et l’étude de l’impact potentiel des activités minières sur la santé des populations gabonaises riveraines (...) Si des cas de maladies imputables à l’activité professionnelle étaient mis en évidence, les soins correspondants seraient pris en charge par AREVA à l’identique de la couverture médicale française. »  (à partir de plus d’un million de données saisies pour la région de Mounana, au Gabon selon AREVA , dont la première réunion (de création de l'OSM) se tiendra le 19 octobre 2010 avec les ONG SHERPA et Médecins du Monde. Fin 2012 L'OSM a examiné 650 anciens travailleurs de la COMUF sur le site de Mounana. C'est une action inédite mais l'ONG SHERPA quitte le dispositif et sort des accords signés avec AREVA et Médecins du monde le 18 décembre 2012 « Face à l’inaction d’AREVA, à l'enlisement de la procédure d’indemnisation et au mécontentement de la société civile »